# Höganäs
Höganäs este un oraș în Suedia.

## Demografie
| \| Evoluția demografică a zonei urbane Höganäs, 1970–2015 \| Evoluția demografică a zonei urbane Höganäs, 1970–2015 \| Evoluția demografică a zonei urbane Höganäs, 1970–2015 \| Evoluția demografică a zonei urbane Höganäs, 1970–2015 \| Evoluția demografică a zonei urbane Höganäs, 1970–2015 \| \| --------------------------------------------------------------------------------------- \| ------------------------------------------------------ \| ------------------------------------------------------ \| ------------------------------------------------------ \| ------------------------------------------------------ \| \| An \| \| \| Locuitori \| \| \| 1970 \| 1970 \| \| 10.554 \| 10.554 \| \| 1975 \| 1975 \| \| 10.866 \| 10.866 \| \| 1980 \| 1980 \| \| 10.077 \| 10.077 \| \| 1990 \| 1990 \| \| 10.239 \| 10.239 \| \| 1995 \| 1995 \| \| 13.571 \| 13.571 \| \| 2000 \| 2000 \| \| 13.401 \| 13.401 \| \| 2005 \| 2005 \| \| 13.550 \| 13.550 \| \| 2010 \| 2010 \| \| 14.107 \| 14.107 \| \| 2015 \| 2015 \| \| 14.778 \| 14.778 \| \| Sursa: SCB - Statistika Centralbyrån, Folkmängden per tätort. Vart femte år 1960 - 2016 \| \| \| \| \| |      |  |           |        |
| Evoluția demografică a zonei urbane Höganäs, 1970–2015 |      |  |           |        |
| An |      |  | Locuitori |        |
| 1970 | 1970 |  | 10.554    | 10.554 |
| 1975 | 1975 |  | 10.866    | 10.866 |
| 1980 | 1980 |  | 10.077    | 10.077 |
| 1990 | 1990 |  | 10.239    | 10.239 |
| 1995 | 1995 |  | 13.571    | 13.571 |
| 2000 | 2000 |  | 13.401    | 13.401 |
| 2005 | 2005 |  | 13.550    | 13.550 |
| 2010 | 2010 |  | 14.107    | 14.107 |
| 2015 | 2015 |  | 14.778    | 14.778 |
| Sursa: SCB - Statistika Centralbyrån, Folkmängden per tätort. Vart femte år 1960 - 2016 |      |  |           |        |